# Jürgen Boeckh
Jürgen Boeckh (* 3. Oktober 1934 in Bielefeld; † 11. März 2023) war ein deutscher Zoologe, Neurobiologe und Hochschullehrer.

## Leben
Jürgen Boeckh wurde 1962 an der Universität München promoviert und habilitierte sich 1967 an der Universität Frankfurt am Main. 1969 wurde er ordentlicher Professor an der Universität Regensburg. Im Jahr 2000 wurde er emeritiert. 1981/82 war er Präsident der Deutschen Zoologischen Gesellschaft.
Boeckh befasste sich mit dem Geruchswahrnehmungssystem von Insekten. Mit P. G. Distler konnte er um 1996 die synaptische Verschaltung zwischen Rezeptorzellen und den Projektionsneuronen im Riechzentrum von Schaben aufklären. Seine Forschung hat auch Anwendungen zum Beispiel auf Repellents für Mücken.

## Schriften
- J. Boeckh, K.-E. Kaissling, D. Schneider (1960): Sensillen und Bau der Antennengeißel von Telea polyphemus (Vergleiche mit weiteren Saturniden, Antheraea, Platysamia und Philosamia) Zool. Jb. Anat. 78, 559-584.
- J. Boeckh (1962). Elektrophysiologische Untersuchungen an einzelnen Geruchssinneszellen auf den Antennen des Totengräbers Necrophorus (Coleoptera), Z. vergl. Physiol.46,212-248.
- J. Boeckh, K.-E. Kaissling, D. Schneider, (1965): Insect olfactory receptors. Cold Spring Harbor Symp. Quant. Biol. 30, 263 - 280  Boeckh, L (1967): Reaktionsschwelle, Arbeitsbereich und Spezifität eines Geruchsrezeptors auf der Heuschreckenantenne, Z. vergl. Physiol.55, 378-406.
- J. Boeckh, H. Saß, D. R. A. Wharton (1970): Antennal receptors: Reactions to female sex attractant in Periplaneta americana, Science 168, 589.
- J. Boeckh, C. Sandri, K. Akert (1970): Sensorische Eingänge und synaptische Verbindungen im Zentralnervensystem von Insekten, Z. Zellforsch. 103, 429-446.
- J. Boeckh (1972): Die Reaktionen von Neuronen im Deutocerebrum von Wanderheuschrecken bei Duftreizung. Verh.Dtsch.Zool.Ges. 1972,189-193.
- J. Boeckh (1974): Die Reaktionen olfaktorischer Neurone im Deutocerebrum von Insekten im Vergleich zu den Antwortmustern der Geruchssinneszellen, J. Comp. Physiol. 90, 183-205.
- H. Altner, J. Boeckh (1976): Geschmack und Geruch. In: Einführung in die Physiologie des Menschen, 288-295, R.F. Schmidt, G. Thews (Eds.), Springer Verlag, Berlin-Heidelberg-New York.
- K. D. Ernst, J. Boeckh, V. Boeckh (1977): A neuroanatomical study on the organization of the central antennal pathway in insects. II. Deutocerebral connections in Locusta migratoria, Cell Tiss. Res. 176, 285-308.
- J. Boeckh (1977) Nervensystem und Sinnesorgane der Tiere, Herder, 3. Auflage 1978.
- J. Boeckh, V. Boeckh (1979): Threshold and odor specificity of pheromone-sensitive neurones in the deutocerebrum of Antheraea pernyi and A. polyphemus (Saturniidae), J. Comp. Physiol. 132, 235-242.
- J. Boeckh (1982): Bietet die Gehirnforschung Einblick in Freiräume menschlichen und tierischen Verhaltens? In: Aspekte der Freiheit, D. Henrich (Ed.), Schriftenreihe der Univ. Regensburg 6, 9-21.
- M. Burrows, J. Boeckh, J. Esslen (1982): Physiological and morphological properties of interneurones in the deutocerebrum of male cockroaches which respond to female pheromone. J. Comp. Physiol. 145,447-457.
- K. D. Ernst, J. Boeckh (1983): A neuroanatomical study on the organization of the central antennal pathway in insects. III. Neuroanatomical characterization of physiologically defined response types of deutocerebral neurons in Periplaneta americana, Cell Tiss. Res. 229, 1-22.
- J. Boeckh, K. D. Ernst, H. Saß, U. Waldow (1984): Anatomical and physiological characteristics of individual neurons in the central antennal pathway in insects, J. Insect Physiol. 30,15-26
- J. Boeckh, H. D. Pfannenstiel (1985): Bilanz und Perspektiven zoologischer Teildisziplinen.  In: Zoologie 1985 – Bilanz und Perspektiven, J. Boeckh und H. D. Pfannenstiel (Hrsg.), Gustav Fischer Verlag, Stuttgart, 1986  Bogner, F., Boppré, M., Ernst, K.D., Boeckh J. (1986): CO2 sensitive receptors on labial palps of Rhodogastria moths (Lepidoptera: Arctiidae): physiology, fine structure and central projection, J. Comp. Physiol. A 158, 741-749.
- J. Boeckh, K. D. Ernst (1987): Contribution of single unit analysis in insects to an understanding of olfactory function, J. Comp. Physiol. A 161, 549-565.
- J. Boeckh, K. D. Ernst, P. Selsam (1989): Double labeling reveals monosynaptic connections between antennal receptor cellsand identified local interneurons of deutocerebrum in the American cockroach, Zool. Jb. Anatom 119,303-312.
- D. Malun, U. Waldow, D. Kraus, J. Boeckh (1993): Connections between the deutocerebrum and the protocerebrum, and neuroanatomy of several classes of deutocerebral projection neurons in the brain of male Periplaneta americana, J. Comp. Neurology 329, 143-162.
- J. Boeckh, L. P. Tolbert (1993): Synaptic organization and development of the antennal lobe in insects, Microsc.Res.Technique 24,260-280.
- I. Salecker, J. Boeckh (1996): Influence of receptor axons on the formation of olfactory glomeruli in a hemimetabolous insect, the cockroach Periplaneta americana. J. Comp. Neurol. 370,262-279.
- B. Pappenberger, M. Geier, J. Boeckh (1996): Responses of antennal olfactory receptors in the yellow fever mosquito Aedes aegypti to human body odours. Ciba Foundation Symposium 200,254-262.  Distler, P.G., Boeckh J. (1997): Central projections of the maxillary and antennal nerves in the mosquito Aedes aegypti, J. Exp. Biol. 200,1873-1879.
- Distler, P.G., J. Boeckh (1997). Synaptic connections between identified neuron types in the antennal lobe glomeruli of the cockroach, Periplaneta americana. II. Local multiglomerular interneurons, J. Comp. Neurology 383, 529-540.  Geier, M., Bosch, O., Boeckh J. (1999): Ammonia as an attractive component of host odour for the yellow fever mosquito,  Aedes aegypti. Chem. Senses 24,647-653.  Steib, B., Geier, M., Boeckh J. (1999): Why do mosquitoes prefer certain human individuals? Zoology 102, Suppl. II, 73.
- B. Steib, M. Geier, J. Boeckh (2001): The effect of lactic acid on odor related host preference of yellow fever mosquitoes. Chem. Senses 26, 523-528.
- Nervensystem und Sinnesorgane der Tiere, Herder, 3. Auflage 1978
- mit P. G. Distler:  Synaptic connection between olfactory receptor cells and uniglomerular projection neurons in the antennal lobe of the american cockroach, Periplaneta americana,  J. Comp. Neurol., Band 370, 1996, S. 35–46.

## Belege und Anmerkungen
1. ↑  Geburtsdatum nach Kürschner Gelehrtenkalender 2009
2. 1 2  Im Gedenken an Prof. Dr. Jürgen Boeckh. Universität Regensburg, 6. April 2023, abgerufen am 13. August 2024.
3. ↑  Traueranzeigen von Jürgen Boeckh. In: trauer.sueddeutsche.de. 16. März 2023, abgerufen am 17. März 2023.
4. ↑  Daniel Rücker, Neues Repellent reizt weder Mensch noch Mücke, Pharmazeutische Zeitung 2000, zu einem neuen Wirkstoff, einem Piperidin-Derivat, in Autan von Bayer

| Personendaten    | Personendaten                      |
| ---------------- | ---------------------------------- |
| NAME             | Boeckh, Jürgen                     |
| KURZBESCHREIBUNG | deutscher Zoologe und Neurobiologe |
| GEBURTSDATUM     | 3. Oktober 1934                    |
| GEBURTSORT       | Bielefeld                          |
| STERBEDATUM      | 11. März 2023                      |